# Cryptandra pungens
Cryptandra pungens är en brakvedsväxtart som beskrevs av Ernst Gottlieb von Steudel. Cryptandra pungens ingår i släktet Cryptandra och familjen brakvedsväxter. Inga underarter finns listade i Catalogue of Life.